# Dineobellator
Dineobellator — рід хижих двоногих динозаврів з родини дромеозаврових. Існував у пізній крейді близько 70—66,5 млн років тому на території південної Ларамідії. Рештки знайдені 2008 року на території США.
Дромеозаврид середнього розміру, як Velociraptor чи Saurornitholestes. Співіснував з багатьома іншими тероподами: ценагнатовими, орнітомімовими, троодонтовими і тиранозавровими.
Родова назва від Diné, самоназви індіанців навахо, і латинського суфікса bellator, «воїн». Видова назва від грецьких слів noto, νότος — «південний», і hesper, Ἑσπερίς — «західний». Також геспер — це давньогрецький бог, персоніфікація вечірньої зорі та «заходу».
Описано один вид — Dineobellator notohesperus.